# Tirah (ort i Israel)
Tirah (hebreiska: Eṭ Ṭīra, א טירה) är en ort i Israel.   Den ligger i distriktet Centrala distriktet, i den norra delen av landet. Tirah ligger 78 meter över havet och antalet invånare är 20 786.
Terrängen runt Tirah är platt åt nordväst, men åt sydost är den kuperad. Runt Tirah är det tätbefolkat, med 476 invånare per kvadratkilometer. Närmaste större samhälle är Kfar Saba, 7,7 km sydväst om Tirah. Trakten runt Tirah består till största delen av jordbruksmark.